# 아그니야 쿠즈네초바
아그니야 쿠즈네초바(러시아어: Агния Кузнецова, 영어: Agniya Kuznetsova, 1985년 7월 15일 ~ )는 러시아의 배우이다.

## 출연 작품
- 1942: 최정예특수부대 스페츠나츠 (2015)
- 예스 앤 예스 (2014)
- 클럽 포보스 (2010)
- 에브리바디 다이스 벗 미 (2008)
- 카고 200 (2007)